# Дроздовский, Михаил Гордеевич
Михаи́л Горде́евич Дроздо́вский (7 [19] октября 1881, Киев — 1 [14] января 1919, Ростов-на-Дону) — русский военачальник, Генерального штаба генерал-майор (1918), монархист. Участник Русско-японской, Первой мировой и Гражданской войн.
Один из видных организаторов и руководителей Белого движения на Юге России. Дроздовский «стал первым в истории Белого движения генералом, открыто заявившим о своей верности монархии — в то время, когда „демократические ценности“ Февраля были ещё в чести».
Единственный из командиров Русской армии, сумевший сформировать добровольческий отряд и привести его организованной группой с фронта Первой мировой войны из Ясс в Новочеркасск на соединение с Добровольческой армией в феврале — апреле (ст. ст.) 1918 года. Начальник 3-й пехотной дивизии в Добровольческой армии.

## Происхождение
Происходил из потомственных дворян Полтавской губернии.
- Отец — генерал-майор Гордей Иванович Дроздовский (1835—1908) — был участником обороны Севастополя в 1855 году, в 1890-е годы был командиром 168-го пехотного резервного Острожского полка. Кавалер многих орденов.
- Мать — Надежда Николаевна (1844—1893).
- Сёстры — Юлия (1866—1922); фактически воспитала Михаила Гордеевича, была ему «второй матерью»; сестра милосердия во время Русско-японской войны, была награждена серебряной медалью; после занятия Чернигова белыми в октябре 1919 года была эвакуирована на юг в сопровождении сестры милосердия Дроздовского полка, умерла в эмиграции в Греции; Ульяна (1869—1921), Евгения (1873 — не ранее 1916).
- Жена — Ольга Владимировна, урождённая Евдокимова (1883—?), дочь потомственного дворянина. Состояла в браке с М. Г. Дроздовским с 1907 года, но её стремление стать актрисой, несовместимое с положением жены офицера Русской Императорской армии, привело к разводу.
- Двоюродная племянница[2] — Татьяна Николаевна Дроздовская[3] (Макриди[4]), в годы Великой Отечественной войны вышла замуж за Анатолия Макриди.

Этот дворянский род дал России много военных, служило в Русской армии не одно поколение Дроздовских, хотя до высоких чинов дослужилось не так много офицеров. Предки Михаила Гордеевича воевали в шведских и турецких войнах, с Наполеоном, на Кавказе, в Крыму.
Михаил Гордеевич родился 7 (19) октября 1881 года в Киеве, через два месяца был крещён в Киево-Печерской Спасской церкви. В 12 лет остался без матери, и все заботы по воспитанию Михаила несла его сестра Юлия. Ребёнок рос одарённым от природы, с детства проявлял способности к рисованию, любил военные стихи и песни, особенно о ставшей для него легендарной из рассказов отца и его денщиков Крымской войне и обороне Севастополя. По свидетельству старшей сестры, в детстве Михаил отличался самостоятельностью, необычайной любознательностью, впечатлительностью и крайней нервностью.

## Образование и начало службы
В младшем возрасте воспитанием Михаила занимался его отец, преподававший своему наследнику, в первую очередь, военную историю: историческое воспитание в дворянских семьях, особенно тех, что исстари считались служилыми, было обязательным. Такое понимание прошлого России должно было переплетаться у ученика с познанием своей родословной, которой надлежало гордиться всю жизнь.
31 октября 1892 года Михаил Гордеевич был определён в Полоцкий кадетский корпус, вскоре после этого был переведён во Владимирский Киевский кадетский корпус, по месту жительства семьи Дроздовских, хотя и в Полоцке у него как с учёбой, так и в отношениях со сверстниками всё обстояло хорошо.
Воспитатели отмечали «…мужество Михаила, честность и щепетильность. Он прямо, без колебаний, сознавался в провинностях, никогда не страшился наказания и не прятался за спины других. Поэтому, несмотря на вспыльчивость, горячность и порой резкую откровенность, он пользовался уважением и доверием товарищей по классу. Любовь к военному делу дисциплинировала мальчика, преуспевавшего к тому же в учёбе».
Михаил не был примерным учеником во время учёбы в кадетском корпусе. Он начал проявлять упрямый и деятельный характер, причём именно этим во многом были обусловлены известность, уважение и даже почитание со стороны товарищей. Корпус в Киеве Михаил окончил в 1899 году.
31 августа 1899 года Михаил вступил на службу юнкером рядового звания в Павловское военное училище в Санкт-Петербурге, славившееся своей особенно строгой дисциплиной и считавшееся образцовым в деле подготовки офицерских кадров Русской императорской армии. Сокурсники вспоминали Дроздовского как человека, не способного «покорно, а главное, без противоречий выслушивать окрики, замечания, зачастую несправедливые и абсурдные». Михаил часто попадал за дисциплинарные нарушения в карцер, однако отличная успеваемость заставляла начальство училища прощать ему многое.
Михаил Дроздовский в 1901 году окончил Павловское военное училище по первой категории первого разряда; при этом он был первым из юнкеров в выпуске, а преподаватели (особенно военных дисциплин) отмечали его знания и старания.
13 августа 1901 года Михаил Дроздовский был выпущен в гвардию в чине подпоручика. Воспользовавшись своим правом выбора, он решил служить в Лейб-гвардии Волынском полку, который располагался в Варшаве.
Поступил и 4 октября 1904 года был зачислен в Николаевскую академию Генштаба, однако, не проучившись и месяца, по собственному желанию (слушатели военных академий в 1904 году не подлежали обязательному переводу в действующую армию) прервал учёбу и отправился на фронт начавшейся Русско-японской войны.

## Русско-японская война
В 1904—1905 годах служил в 34-м Восточно-Сибирском стрелковом полку (в составе 1-го Сибирского корпуса 2-й Маньчжурской армии), куда был переведен в чине армейского поручика. Отличился в боях с японцами с 12 по 16 января 1905 года у деревень Хейгоутай и Безымянной (Семапу), за что награждён орденом Святой Анны 4-й степени с надписью «За храбрость». В бою у деревни Семапу 14 января 1905 года был ранен в бедро, но уже 18 марта командовал ротой, хотя лёгкая хромота на левую ногу у него осталась на всю жизнь.
Уже после окончания войны, 30 октября 1905 года, за участие в военных действиях, был награждён второй боевой наградой — орденом Святого Станислава 3-й степени с мечами и бантом; кроме того, получил право на ношение светло-бронзовой медали «В память Русско-японской войны 1904—1905 годов» с бантом.
Высочайшим приказом от 2 апреля 1906 года Михаил Гордеевич Дроздовский, за выслугу лет, был произведен в поручики гвардии, со старшинством с 13 августа 1905 года.

## Офицер Генерального штаба
Вернувшись в стены Академии Генерального штаба, Дроздовский прошёл два академических курса по 1-му разряду и дополнительный курс успешно. 2 мая 1908 года, за отличные успехи в науках, получил чин штабс-капитана гвардии и в том же году был причислен к Генеральному штабу.
Одновременно с Дроздовским в академии учились будущие видные участники гражданской войны, как с белой стороны: Ф. Э. Бредов, М. М. Зинкевич, барон П. Н. Врангель, П. Н. Шатилов, А. К. Кельчевский, В. И. Сидорин; так и с красной: И. И. Вацетис, С. С. Каменев, Н. Н. Петин, Б. М. Шапошников.
С 12 сентября 1908 по 4 ноября 1910 года Дроздовский проходил цензовое командование ротой в родном Лейб-гвардии Волынском полку. 26 ноября 1910 года был переведен в Генеральный штаб капитаном, с назначением обер-офицером для поручений при штабе Приамурского военного округа в Харбине (старшинство в чине Генерального штаба капитана считалось со 2 мая 1908 года). С 26 ноября 1911 года Дроздовский — помощник старшего адъютант штаба Варшавского военного округа.
6 декабря 1911 года награждён орденом Святой Анны 3-й степени. Получил право на ношение светло-бронзовой медали «В память 100-летия Отечественной войны 1812 года». Позднее Михаил Гордеевич получил право на ношение также светло-бронзовой медали «В память 300-летия царствования Дома Романовых».
С началом в октябре 1912 года Первой Балканской войны Михаил Гордеевич подал прошение о командировании его военным представителем в сербскую или болгарскую армию или хотя бы о разрешении ему сражаться в одной из этих армий добровольцем. Дроздовский получил отказ, обусловленный политическими соображениями, но, не смирившись с ним, начал писать «большой труд по стратегии, о будущей русско-германской войне». Работа получила одобрение сослуживцев, но опубликовать её не удалось по тем же политическим соображениям — окружное командование в Варшаве не рискнуло издавать книгу, в которой заранее указывался главный военный противник России в предстоявшей европейской войне.
В 1913 году окончил Севастопольскую офицерскую школу авиации, где с 13 июля по 3 октября изучил воздушное наблюдение и прошёл полный курс обучения лётчика-наблюдателя (совершил 12 полётов продолжительностью не менее 30 минут каждый; всего в воздухе находился 12 часов 32 минуты), а также познакомился с флотом: выходил в море на броненоносце на боевую стрельбу и даже ходил в море на подводной лодке и спускался под воду в водолазном костюме.
По возвращении из авиационной школы Дроздовский продолжил службу в штабе Варшавского военного округа.

## Участие в Первой мировой войне
С началом Первой мировой войны Михаил Гордеевич получил назначение на должность помощника начальника общего отдела штаба Северо-Западного фронта. Должность была явно не для рвавшегося на передовую генштабиста с тремя орденами, два из которых были боевыми. Рапорт о переводе в действующие войска Михаилом Гордеевичем был написан 3 сентября 1914 года, и его автор получил назначение состоять обер-офицером для поручений при штабе 27-го армейского корпуса. Новое место службы позволяло Дроздовскому быть гораздо ближе к фронту. Как выпускник Академии Генерального штаба он мог теперь руководить боевыми действиями на передовой или даже непосредственно принимать в них участие. Офицер рвался в бой, напрашиваясь на рискованные поручения. Михаил Гордеевич сумел проявить твёрдость характера, данные оперативника, умение командовать людьми. Через четыре месяца ему уже стали искать повышение, и 5 января 1915 года капитан-генштабист был назначен исправляющим должность штаб-офицера для поручений при штабе 26-го армейского корпуса, которым командовал бывший дивизионный командир Дроздовского в Маньчжурии А. А. Гернгросс.
С 22 марта 1915 года Дроздовский — Генерального штаба подполковник, со старшинством с 6 декабря 1914 года и с утверждением в занимаемой должности.
16 мая 1915 года назначен исполняющим должность начальника штаба 64-й пехотной дивизии. Возглавив штаб, постоянно находился на передовой, под огнём — весна и лето 1915 года для 64-й дивизии прошли в бесконечных боях и переходах. Большой заслугой Михаила Гордеевича на этой должности стало сохранение боеспособности понёсших большие потери в боях полков. 1 июля 1915 года, в самый разгар боёв, за отличия в делах против неприятеля награждён орденом Святого Равноапостольного Князя Владимира 4-й степени с мечами и бантом.
В августе 1915 года Михаил Гордеевич совершил свой первый командирский подвиг, ставший известным в Русской армии. После тяжёлых боёв близ Вильно германцы начали атаковать и, наведя переправу, создали угрозу флангу русского 26-го корпуса. С занятием немцами переправы через речку Меречанку перед ними оказался непосредственно штаб 60-й пехотной дивизии. Дроздовский собрал и лично возглавил отряд конвойцев, телефонистов, санитаров, сапёров общей численностью чуть более сотни бойцов с двумя пулемётами и в штыковой атаке опрокинул германских егерей, только что сбивших русский караул у переправы и уже начавших окапываться у моста. Отряд Дроздовского удерживал переправу ровно столько, сколько попросили из штаба корпуса, отбив несколько сильных атак с другого берега реки. Оставили переправу только после уничтожения моста сапёрами из отряда Дроздовского.

За бой по удержанию переправы на реке Меречанке Михаила Гордеевича представили к почётному наградному Георгиевскому оружию: Приказом командующего 10-й армией от 2 ноября 1915 года за № 1270 он был награждён Георгиевским оружием
…за то, что, принимая непосредственное участие в бою 20 августа 1915 года у местечка Ораны, произвёл под действительным артиллерийским и ружейным огнём рекогносцировку переправы через Меречанку, руководя форсированием её, а затем, оценив возможность захвата северной окраины местечка Ораны, лично руководил атакой частями (253-го пехотного) Перекопского полка и умелым выбором позиции способствовал действиям нашей пехоты, отбившей в течение пяти дней наступавшие части превосходных сил противника.
С 22 октября по 10 ноября 1915 года исполнял обязанности начальника штаба 26-го корпуса генерала А. Ф. Добрышина. Вскоре был утверждён в должности начальника штаба 64-й пехотной дивизии «на законном основании».
С 15 августа 1916 года — Генерального штаба полковник, со старшинством с 6 декабря 1915 года. В это время Русская армия вела тяжёлые бои в Карпатских горах, стремясь выйти на Венгерскую равнину. 64-я пехотная дивизия постоянно участвовала в боях, находясь в первом эшелоне наступающих войск. Михаил Гордеевич постоянно находился на передовой и координировал действия полков, корректировал на местности атаки дивизии. 31 августа 1916 года лично руководил атакой на гору Капуль. Один из сослуживцев Михаила Гордеевича так вспоминал об этих событиях:

Атака носила характер стремительного, безудержного натиска. Но когда передовые цепи под действием смертоносного огня в упор, захлебнувшись, залегли перед проволокой, подполковник Дроздовский, приказав двинуть на помощь новый резерв, поднял залёгшие цепи, и с криком «Вперёд, братцы!», с обнажённой головой бросился впереди атакующих.

В бою на горе Капуль был ранен в правую руку. Несколько месяцев лечился в госпитале. Несмотря на то, что правая рука после ранения осталась полупарализованной и медицинская комиссия вынесла решение о невозможности для него дальнейшей строевой службы, Дроздовский настоял на своём желании вернуться в действующую армию, и с января 1917 года был назначен исполнять должность начальника штаба 15-й пехотной дивизии генерала П. Н. Ломновского на Румынском фронте. В феврале 1917 года был награждён орденом Святого Владимира 3-й степени с мечами.

Ближайший помощник Дроздовского по службе в штабе 15-й дивизии Генерального штаба полковник Е. Э. Месснер, служивший в 1917 году исполняющим должность старшего адъютанта Генерального штаба в чине штабс-капитана, писал:
…не вполне оправившись от тяжёлого ранения, он прибыл к нам и стал начальником штаба 15-й пехотной дивизии. Мне нелегко было служить при нём старшим адъютантом: …требовательный к себе, он был требовательным и к подчинённым, а ко мне, его ближайшему помощнику, в особенности. Строгий, необщительный, он не вызывал любви к себе, но уважение вызывал: от всей его статной фигуры, от его породистого, красивого лица веяло благородством, прямотой и необыкновенной силой воли.
Эту силу воли Дроздовский и проявил, по словам полковника Е. Э. Месснера, передав ему штаб дивизии и вступив 6 апреля 1917 года в командование 60-м пехотным Замосцким полком той же дивизии — всеобщая революционная расшатанность не помешала ему быть властным командиром полка и в бою, и в условиях позиционной обстановки.
В 1917 году в Петрограде произошли события, переломившие ход войны: Февральская революция положила начало развалу армии и государства, в итоге приведя страну к октябрьским событиям. Отречение Николая II произвело на Дроздовского — убеждённого монархиста — очень тяжёлое впечатление. Михаил Гордеевич не только не скрывал своих убеждений, но и был готов за них сражаться в открытом бою с теми, кто сверг династию Романовых.
Приказ № 1 привёл к развалу фронта — уже в начале апреля 1917 года Дроздовский писал о произошедших изменениях: «Теперь положительно ни за один день нельзя положиться, и с создавшейся у нас демагогией каждый день можно ждать какой-нибудь грандиозной боевой катастрофы… В общем перспективы очень грустные, резко упала дисциплина под влиянием безнаказанности, и впереди многое рисуется в мрачных тонах».
Дроздовский в числе ряда офицеров 15-й пехотной дивизии был делегирован в Одессу на состоявшийся 10—27 мая (23 мая — 9 июня) 1917 года съезд Румчерода (съезд делегатов Румынского фронта, Черноморского флота и Одесского военного округа), где произошло его противостояние с президиумом съезда, который состоял из эсеров.
В комиссиях и на пленуме съезда он провёл свою резолюцию о запрещении солдатским комитетам вмешиваться в оперативные распоряжения командного состава. Пленум съезда — двухтысячеголовая чернь — подчинился силе воли и логике мышления явно контрреволюционного полковника и голосовал за резолюцию
Е. Э. Месснер упоминает в воспоминаниях противостояние в ходе съезда между Дроздовским и полковником Верховским (сделавшим впоследствии карьеру в РККА), проповедовавшим большевистскую идеологию. По его словам, Дроздовский противопоставил агитации Верховского свои офицерские понятия, и в результате Верховский был вынужден под выдуманным предлогом покинуть съезд, не дождавшись его завершения. К концу съезда у делегатов возникла идея сформировать местный «полк Румчерода», чтобы избежать возвращения на фронт. Участники съезда предложили Дроздовскому, признав его авторитет, стать во главе этого полка, от чего тот отказался, заявив, что он «командует полком по назначению Верховной власти и не может стать командиром полка по солдатскому избранию».

Дроздовский выступал против вмешательства солдатских комитетов в оперативные распоряжения командного состава. Расправы распоясавшихся солдат над офицерами, происходившие даже на наиболее благополучном Румынском фронте, находившемся в относительном порядке в сравнении с остальными русскими фронтами, производили гнетущее впечатление. В конце апреля Дроздовский записал в своём дневнике: 
У меня положение в полку становится очень острое. Можно жить хорошо только до тех пор, пока всем во всём потакаешь, ну а я не могу. Конечно, было бы проще оставить всё, проще, но нечестно. Вчера наговорил несколько горьких истин одной из рот, те возмутились, обозлились. Мне передавали, что хотят «разорвать меня на клочки», когда вполне достаточно на две равные части, как-никак, а быть может, придётся испытать несладкие минуты. Кругом наблюдаешь, как у лучшего элемента опускаются руки в этой бесполезной борьбе. Образ смерти является всем избавлением, желанным выходом
Однако с помощью самых крутых мер вплоть до расстрелов дезертиров и беглецов, использования заградотрядов из разведчиков Дроздовскому удалось частично восстановить дисциплину во вверенном ему полку — здесь в полной мере проявились такие черты его характера, как решительность и жёсткость, уверенность в правильности принимаемых решений.
Отличился в тяжёлых боях конца июня — начала августа 1917 года: за бой 11 июля, когда он с полком участвовал в прорыве немецкой позиции, Дроздовский был представлен к награждению орденом Святого Георгия 4-й степени; за бои 30 июля — 4 августа 1917 года был представлен командованием фронта к награждению орденом Святого Георгия 3-й степени — теперь уже за оборонительные бои и нанесённое германцам поражение от его полка (представление реализовать не успели из-за развала русской армии).
Орденом Святого Георгия 4-й степени был награждён Приказом по 4-й армии №1507 от 26 ноября 1917 года — уже после большевистского переворота. Запись в дневнике М. Г. Дроздовского в связи с получением долгожданной награды: «Ещё 20-го получил Георгиевский крест по давнишнему представлению — единственный орден, к которому я никогда не был равнодушен… а между тем у меня теперь никакой радости в сердце, нисколько не стало легче на душе от этого маленького белого крестика…». В связи с тем, что утверждение этого награждения не успело отразиться в Приказах Временного правительства Армии и Флоту из-за переворота в столице, Дроздовский вместо знака ордена стал носить в петлице Георгиевскую ленточку. Имя Дроздовского стало широко известно не только внутри армии, но и по всему Румынскому фронту, в том числе среди представителей Антанты.
Октябрьские события в Петрограде — захват власти большевиками и последовавшее вскоре фактическое прекращение войны — привели к полному развалу Русской армии, и Дроздовский, видя всю невозможность продолжения своей службы в армии в таких условиях, стал склоняться к продолжению борьбы в иной форме.
В конце ноября — начале декабря 1917 года полковник Дроздовский был назначен начальником 14-й пехотной дивизии. Вскоре из штаба Румынского фронта  на имя Дроздовского пришла телефонограмма с вызовом полковника к де-факто командующему фронтом генералу Д. Г. Щербачёву. Официальной целью вызова Дроздовского было принятие командования 14-й пехотной дивизией, однако на самом деле это был предлог, «маленькая военная хитрость», чтобы Михаил Гордеевич вовремя оказался в Яссах, иначе полковой комитет мог не согласовать его убытие в штаб фронта. После прибытия в ноябре 1917 года на Дон Генерального штаба генерала от инфантерии М. В. Алексеева и создания там Алексеевской организации (преобразованной позднее в Добровольческую армию) между ним и штабом Румынского фронта была налажена связь. В результате на Румынском фронте возникла идея создать Корпус русских добровольцев для последующей его отправки на Дон. Организация такого отряда и его дальнейшее соединение с Добровольческой армией стало с этого момента главной целью Дроздовского.

## Поход из Ясс в Новочеркасск
11 декабря (24 декабря) 1917 года Дроздовский прибыл в Яссы, где готовилось формирование добровольческого корпуса, который должен был перейти на Дон и присоединиться к Добровольческой армии Л. Г. Корнилова.

### Создание бригады и подготовка к переходу
По приезде в Яссы Михаил Гордеевич посетил генерала Щербачёва, который ввёл приглашённого в курс дел на Румынском фронте. Оба собеседника были убеждёнными монархистами, хорошо осознававшими, что императорскую Россию спасти можно было только при помощи оружия. Между ними произошёл откровенный разговор, Щербачёв сообщил Дроздовскому о намерении создать из частей, верных долгу, корпус добровольцев. Дроздовский высказал готовность в него вступить на любую должность. Итогом встречи стало понимание необходимости сохранения боевого ядра Русской армии, её офицерства. Дроздовский получил приглашение на совещание офицеров Генерального штаба, которое должно было состояться здесь же, в Яссах. На совещании присутствовал узкий круг офицеров и генералов, обсуждались события в Петрограде, неминуемый выход России из войны с предательством союзников по Антанте, положение на Румынском фронте, положение офицерства, изгоняемого из полков сотнями. Щербачёв, как и большинство генералов, колебался в определении необходимых к принятию мер, понимая, что, в отличие от заканчивавшейся европейской войны, здесь по другую сторону баррикад такие же русские люди. Дроздовский предложил начать бороться с большевиками с оружием в руках немедленно и открыто, так как гражданская война уже началась, и «винтовку, загнав патрон в патронник, первыми в руки взяли не мы, а они. Ленин с Троцким пошли на государственный переворот ради власти, а мы встать на защиту законности не решаемся». Но и после полемики о путях спасения России к единому решению генштабисты прийти не сумели. Полковник Дроздовский со своей позицией монархиста-максималиста оказался в меньшинстве — его поддержали лишь трое самых молодых коллег: полковники Войналович и Давыдов, капитан Фёдоров. Генерал Щербачёв потерял уверенность в правильности начинаемого мероприятия. Генералы, окружавшие Щербачёва, питали надежды, что скоро «начнётся эволюция большевиков». Как пишет историк Шишов, Щербачёв, отличавшийся известной непоследовательностью, не мог, в отличие от генералов Корнилова, Кутепова, поднять знамени Белого движения и быть его идеологом. А Дроздовский готов был стать таковым.
Полковник Войналович пригласил Дроздовского на встречу созданной в ноябре 1917 года тайной офицерской организации на конспиративной квартире «в духе Савинкова и большевиков» 12 (25) декабря. В организацию входили Генерального штаба полковник Б. А. Палицын — русский военный агент в Румынии, капитан Н. В. Сахаров из Главного штаба, ротмистр (по другим данным капитан) Д. Б. Бологовский, переводчик при американской миссии в Яссах подпоручик Ступин, служащий Земского союза Поздняков и другие. Целью организации была борьба с большевиками «всеми средствами». Михаил Гордеевич быстро подчинил себе деятельность организации, вывел её из подполья, «легализовав» в пределах фронта под названием «Первая бригада русских добровольцев».
В декабре 1917 года на улице Музилер в Яссах Михаилом Гордеевичем был снят дом № 24 для нужд открытого Бюро записи русских добровольцев. Газеты «Русское слово» и «Республиканец» сообщили об открытии бюро, так что для Румынского фронта событие не прошло незамеченным. Пункт записи в бригаду действовал совершенно открыто как организация Белого движения. 15 декабря 1917 года вступлением в организацию девятерых офицеров-артиллеристов 61-й артиллерийской бригады во главе с капитаном С. Р. Ниловым было положено начало будущей бригаде белых «дроздов».
И королевское румынское командование, и представительства Антанты в Яссах к работе полковника Дроздовского отнеслись лояльно и даже предоставили добровольцам небольшую финансовую помощь от союзников, хотя существенной она по ряду причин стать не могла. Михаил Гордеевич пробовал наладить канал притока добровольцев и с территории России при помощи своих специальных посланников. Таких добровольцев на станции Унгены встречал агент Дроздовского и направлял к месту формирования бригады. К январю 1918 года белый отряд, размещавшийся уже в местечке Скинтея близ Ясс, насчитывал 200 бойцов, в основном офицеров. Формировались первые роты, батареи и различные команды.
Случалось, бригада Дроздовского для пополнения боеприпасами, снаряжением и продовольствием вступала в стычки с пробольшевистскими частями, однако предпочтение отдавалось военной хитрости, набегам, когда в Скинтею забирали всё, что «плохо лежало» у комитетчиков: винтовки, пушки, лошадей, повозки, провизию, угоняли броневики и автомобили. К 20 февраля в распоряжении Дроздовского было большое количество артиллерии и пулемётов, 15 бронемашин, легковые и грузовые автомобили, радиостанция и много другого имущества, часть которого дроздовцы при уходе были вынуждены продать:32, 33, 37, 38, а что не смогли продать — пришлось бросить. Для этих задач Дроздовским и его помощником Войналовичем была создана из наиболее решительных людей «команда разведчиков особого назначения» во главе с ротмистром Бологовским — доверенным лицом командира бригады.
Первым из сформированных подразделений добровольческой бригады стала конно-горная батарея капитана Б. Я. Колзакова. Далее была создана пулемётная команда, стрелковая 1-я рота подполковника В. А. Руммеля, 2-я рота капитана Л. И. Андреевского. Из тяжёлой артиллерии: лёгкая батарея полковника М. П. Ползикова, гаубичный взвод подполковника А. К. Медведева и броневой отряд. С прибытием группы офицеров 7-го драгунского полка было принято решение о создании первого кавалерийского эскадрона под командованием штабс-ротмистра Аникеева. К началу февраля в бригаде Дроздовского уже числилось более 500 бойцов.
После ухода с Дона Добровольческой армии связь Алексеева и Корнилова со штабом Румынского фронта прервалась, и руководство последнего сочло дальнейшее существование добровольческой организации бессмысленным, а также пошло на уступки румынам, отдав приказ, освобождавший добровольцев от подписок и распускавший добровольческие бригады. Однако полковник Дроздовский думал и действовал иначе и отказался подчиниться; в то время как кишинёвская группа под командованием генерал-лейтенанта Ю. Ю. Белозора (2-я бригада в составе около 1000 человек) была распущена, офицеры Дроздовского решили последовать за своим командиром. На фоне полной растерянности высших руководителей Дроздовский заявил, что от начатого дела не откажется и готов повести за собой всех, кто к нему присоединится. Он не только не распустил свою бригаду, но и продолжил вербовку в неё, но уже в частном порядке, так как бюро были закрыты. Теперь бойцы с фронта, желавшие участвовать в Белом движении, шли только к нему. Это решение вызвало резкую реакцию у командования фронтом, считавшего поход в новых условиях авантюрой и безумием. Лишь незадолго до ухода из Румынии генерал Щербачёв изменил недоверчивое отношение и стал помогать полковнику Дроздовскому; генерал же Кельчевский до конца продолжал препятствовать делу Дроздовского. Историк Питер Кенез писал, что, в этом проявилось отличие решительного лидера: в то время как одна группа распалась, другая — такого же состава и численности — нет:131.
Однако полковник Дроздовский, назначенный командиром 1-й бригады в формировавшемся корпусе, принял решение вести добровольцев на Дон. Выступил с призывом: «Я иду — кто со мной?». В его отряд вошло около 800 человек (по другим данным 1050 человек), большинство из которых составляли молодые офицеры-фронтовики. Отряд состоял из стрелкового полка, конного дивизиона, конно-горной батареи, лёгкой батареи, гаубичного взвода, технической части, лазарета и обоза. Эта бригада в марте — мае 1918 совершила 1200-вёрстный поход из Ясс до Новочеркасска.
Пробившись сквозь заслоны румынских войск, пытавшихся разоружить отряд, со своей бригадой и присоединившимися к ней офицерами бывшей бригады генерала Белозора (60 человек) и других частей 26 февраля (11 марта) 1918 года, Дроздовский вышел в поход на Дон. Фактическая капитуляция румынского командования перед ультиматумом Дроздовского о том, что добровольцы своё оружие не сдадут и требуют гарантий свободного пропуска до русской границы, с угрозой открыть артиллерийский огонь по Яссам и дворцу, если до 6 часов вечера румынские войска не уйдут — стала их большой моральной победой, ещё сильнее сплотившей бойцов вокруг их командира до такой степени, что последнего впоследствии даже назовут «обладателем маленькой преторианской армии».

### Поход
Дроздовский пресекал реквизиции и насилие, уничтожал встречавшиеся на пути отряды большевиков и дезертиров, поддерживал в отряде жёсткую дисциплину и строго следил за спаянностью своих подчинённых. Проявивший в бою трусость или недовольство тяготами похода изгонялся из отряда. Так, был изгнан с позором подпоручик Попов, покинувший сослуживцев в опасности. Пресекал Дроздовский и конфликты между подчинёнными: выживший в дуэли с подпоручиком Белёвским корнет Петров был взят под арест с отнятием личного оружия. Командир отряда даже хотел лишить дуэлянта фронтовой награды, ордена Святой Анны, но корнета спасло заступничество командира конного дивизиона и начальника штаба бригады.
На протяжении похода отряд пополнялся, однако приток добровольцев остался незначительным: в Каховке около 40 человек, Мелитополе — около 70, Бердянске — 70—75, Таганроге — 50. Значительная группа офицеров из Одессы не выдвинулась навстречу дроздовцам, дезинформированная ложным известием о гибели отряда.
26 марта [8 апреля] после переправы Дроздовского через Южный Буг ему подчинился ещё с 13 [26] марта 1918 года от района села Новопавловка шедший вместе с «дроздами» флотский отряд полковника М. А. Жебрака-Русановича в 130 человек из состава Отдельной Балтийской морской дивизии: 
На походе мы узнали ещё о другом отряде добровольцев. Один полковник собрал его в Измаиле и выступил вслед за нами. В селе Каменный Брод этот отряд догнал нас. Измаильский полковник был невысокого роста, с пристальными светло-серыми глазами. Он заметно приволакивал ногу. Мы узнали, что его фамилия Жебрак-Русакевич… Он принёс нам знамя Балтийской дивизии, морской Андреевский флаг с синим крестом. Андреевский флаг стал полковым знаменем нашего офицерского стрелкового полка:18.
 Объединение произошло не сразу из-за того, что морской полковник сначала настаивал на особой «автономии» морского отряда, и только после сложного разговора Жебрак был вынужден согласиться с командиром бригады, что его командирская самостоятельность стала бы прямым нарушением армейского уклада. Уже в первых же боях эти разногласия были забыты, а М. А. Жебрак-Русанович вскоре стал одним из самых близких сподвижников Михаила Гордеевича.
Дроздовский повторил шаг первопоходников, поставив в строй примерно 300 бывших пленных красноармейцев и сформировав из них 4-ю роту Офицерского стрелкового полка. В дальнейшем бывшие красноармейцы в рядах «дроздов» проявили себя отлично, впоследствии многие из них получили чины прапорщиков и подпоручиков.
Командир бригады переносил тяготы и лишения походной обстановки наравне со своими бойцами, но этим никогда не бравировал. Никаких личных излишеств также себе не позволял. Михаил Гордеевич мог уступить единственную кровать какому-нибудь сильнее уставшему добровольцу, а сам заснуть на обозной повозке. Как пишет историк А. В. Шишов, Дроздовский был воином-аскетом: не пил, не курил и не обращал внимания на блага жизни, «всегда — от Ясс до самой смерти — в одном и том же поношенном френче, с потёртой Георгиевской лентой в петлице; он из скромности не носил самого ордена». Такое личное отношение командира отряда к трудностям длительного перехода — когда он старался ничем не отличаться от рядовых бойцов и не занимать привилегированного положения — способствовало спайке его добровольцев: об этом знал каждый походник, наблюдая такое поведение командира ежедневно.
22 марта (4 апреля) отрядом полковника М. Г. Дроздовского расстреляны более 20 жителей села Долгоруковка Николаевской губернии. 23 марта 1918 г. М. Г. Дроздовский сделал запись в своем дневнике: «...Окружив деревню, поставив на позицию горный взвод и отрезав пулемётом переправу, дали две-три очереди из пулемётов по деревне, где все мгновенно попряталось, тогда один конный взвод мгновенно ворвался в деревню, нарвался на большевистский комитет, изрубил его, потом потребовали выдачи убийц и главных виновников в истязаниях четырёх ширванцев (по точным уже сведениям, два офицера, один солдат-ширванец, писарь и один солдат, приставший к ним по дороге и тоже с ними пробиравшийся). Наш налёт был так неожидан и быстр, что ни один виновник не скрылся… Были выданы и тут же немедленно расстреляны; проводниками и опознавателями служили два спасшихся и спрятанных владимирцами ширванских офицера. После казни пожгли дома виновных, перепороли жестоко всех мужчин моложе 45 лет, причём их пороли старики; в этой деревне до того озверелый народ, что когда вели этих офицеров, то даже красногвардейцы не хотели их расстреливать, а этого требовали крестьяне и женщины… и даже дети… Характерно, что некоторые женщины хотели спасти своих родственников от порки ценою своего собственного тела — оригинальные нравы. Затем жителям было приказано свезти даром весь лучший скот, свиней, птицу, фураж и хлеб на весь отряд, забраны все лучшие лошади; все это свозили к нам до ночи… „Око за око…“ Сплошной вой стоял в деревне… Всего было истреблено 24 человека».

По приглашению Украинской центральной рады для оказания ей помощи в борьбе с её противниками в соответствии с условиями заключённого между Радой и Центральными державами соглашения к Одессе и на восток — шли эшелоны с австро-германскими войсками. Дроздовскому пришлось решать проблему отношения русских белых офицеров к немцам, в соответствии с Брестским миром начавшим оккупацию южных русских губерний. Эта проблема была одной из главных и для Добровольческой армии. Как пишет в своих мемуарах генерал Деникин, Дроздовский ясно осознавал, что у его отряда нет ни достаточных сил, ни возможности противодействовать немецким войскам без отказа от выполнения своей основной задачи:327. Поэтому Михаил Гордеевич решил соблюдать нейтралитет в отношении австро-германцев и объявил, что его отряд борется только с большевиками. Во время всех вынужденных встреч и переговоров с германскими офицерами Дроздовский старался вводить немцев и австрийцев в заблуждение, говоря им о намерении отряда двигаться к центру России и даже на Москву:65. Цитата из дневника Дроздовского: 
7 апреля Константиновка
Странные отношения у нас с немцами; точно признанные союзники, содействие, строгая корректность, в столкновениях с украинцами — всегда на нашей стороне, безусловное уважение. Один между тем высказывал — враги те офицеры, что не признали нашего мира. Очевидно немцы не понимают нашего вынужденного сотрудничества против большевиков, не угадывают наших скрытых целей или считают невозможным их выполнение. Мы платим строгой корректностью. Один немец сказал: «Мы всячески содействуем русским офицерам, сочувствуем им, а от нас сторонятся, чуждаются»… Немцы — наши враги; мы их ненавидим, хотя и уважаем…:108
 Позднее Михаил Гордеевич, рассказывая о своих взаимоотношениях с германцами, скажет, что к концу похода, после днёвки в Мелитополе, задача бригады заключалась в том, чтобы, идя впереди немцев, спасать своим появлением население от бандитов, а вторичным появлением вслед за собой — у того же населения будить патриотические чувства, сознание, что Русская армия не погибла. «Русской армией для малороссиян были в течение походных двух месяцев только мы. Одна бригада в тысячу с небольшим белых добровольцев».
 
Походники свидетельствовали впоследствии, что, несмотря на всю свою кажущуюся простоту, Дроздовский всегда умел оставаться командиром отряда, выдерживая необходимую дистанцию в отношении своих подчинённых. В то же время он, по словам его подчинённых, стал для них настоящим командиром-отцом. Так, начальник артиллерии бригады полковник Н. Д. Невадовский оставил такие свидетельства о чувствах, которые испытывал командир непосредственно после кровопролитных ростовских боёв: «Ростовский бой, где мы потеряли до 100 человек, отразился на его психологии: он перестал быть суровым начальником и стал отцом-командиром в лучшем смысле этого слова. Проявляя лично презрение к смерти, он жалел и берёг своих людей».
Впоследствии такое отеческое отношение Дроздовского к своим бойцам уже в ходе Второго Кубанского похода Добровольческой армии — когда он порой тянул с началом операций, стараясь максимально их подготовить и затем действовать наверняка, избегая ненужных потерь, и зачастую несколько медлил, по мнению главнокомандующего, с развёртыванием атак, дабы создать максимально безопасные для дроздовцев условия — порой даже вызывало недовольство главнокомандующего Добровольческой армией генерал-лейтенанта А. И. Деникина.
В Таганроге Дроздовский выступил на собрании местных офицеров с разъяснением целей Белого движения. Разговор получился трудный в связи с инертностью офицерства, пока ещё не затронутого репрессиями большевиков. Город ещё не знал массовых арестов и расстрелов «золотопогонников», поэтому слышались возгласы «сколько можно нам воевать? Вчера фронт там, сегодня фронт здесь. Устали от войны…». Для удивлявшего окружающих своим ровным отношением к происходившему и редко выходившего из себя Дроздовского такие слова — особенно раздававшиеся из уст его собратьев-фронтовиков — были большой личной обидой. Собрание закончилось на «минорных нотах». В заключительном слове Михаил Гордеевич сказал:
Я пришёл к вам, как к офицерам и фронтовикам, с предложением защищать Россию от большевизма и берлинского кайзера. Я не в обиде на вас за то, что вы здесь высказали. Но все вы должны понять одно: не мы, белые добровольцы, принесли вам сюда гражданскую войну. Она уже у вас идёт. Вы это должны понять сами.

Если кто-то из вас завтра придёт ко мне в отряд, я приму его как человека офицерского долга. Дам винтовку и руку боевого товарища.
 Вскоре именно этот город на берегу Азовского моря стал сценой одних из самых трагических событий Гражданской войны, и сильнее всех пострадало от красного террора к «классовому врагу» именно местное офицерство — массовым репрессиям подвергнуты были те, кто вернулся с фронтов Великой войны с офицерскими погонами на плечах.
Дроздовский ожидал хорошего пополнения от города, где ещё со времён Екатерины всегда находился внушительный гарнизон, однако Таганрог дал пополнение всего в 50 человек. Но все они были фронтовиками, и почти все монархистами. Выходит, заключает историк Шишов, речь Дроздовского на собрании всё же дала результаты. После этой встречи с офицерским собранием в Таганроге Михаил Гордеевич сделал последнюю запись в своём памятном для истории Гражданской войны «Дневнике». Как отмечает Шишов, не продолжил его Дроздовский вовсе не потому, что подходил к концу поход, его бригада с ходу попадала прямо в огонь гражданской войны на Юге России.

### Бой за Ростов
Пройдя походным порядком из Румынии до Ростова-на-Дону, отряд 21 апреля взял город после упорного боя с защищавшей Ростов группировкой Красной армии численностью в 25 тысяч бойцов. В Пасхальную ночь 21 апреля (4 мая) конный дивизион дроздовцев с лёгкой батареей и броневиком «Верный» под общим командованием начальника штаба отряда полковника Войналовича атаковал позиции советских войск и взял городской вокзал и привокзальные улицы. Под впечатлением внезапного разгрома советское руководство начало покидать Ростов, а отряды Красной гвардии — сдаваться в плен; однако через час, видя отсутствие подкрепления у добровольцев, красные начали контратаку подавляющими силами. Войналович погиб первым, авангард Дроздовского начал отступать. Но после подхода основных сил дроздовцев большевики, преследуемые огнём артиллерии, оставили город и отошли на Нахичевань.
На ростовском вокзале была организована запись добровольцев. Ночью сюда прибыл и Дроздовский.
Ближайший соратник Дроздовского, генерал А. В. Туркул так описывал вступление дроздовцев в Ростов:
…на нас сквозь огни свечей смотрели тёмные глаза, округлённые от изумления… С недоверием смотрели на наши офицерские погоны, на наши гимнастёрки. Никто не знал, кто мы. Нас стали расспрашивать шёпотом, торопливо. Мы сказали, что белые, что в Ростове Дроздовский. Тёмные глаза точно бы потеплели, нам поверили, с нами начали христосоваться.
На рассвете из Новочеркасска один за другим стали подходить красногвардейские эшелоны. Под огнём уже двух бронепоездов красные повели наступление на Ростов. Добровольцы контратаковали, однако подавляющая численность и не свойственная ранее советским войскам организованность действий не позволили дроздовцам развить успех. Дроздовский осознавал недопустимость утери инициативы в атакующих действиях и, передав командование главными силами генерал-майору В. В. Семёнову, лично возглавил атаку кавалерии в северном направлении — в обход правого фланга красных. Один снаряд лёгкого орудия разорвался почти под конём Дроздовского, но полковник не пострадал. Кавалерийская атака не дала результатов из-за малочисленности атакующих. В результате фактического самоустранения Семёнова от участия в бою приказ Дроздовского об отводе стрелковых рот вовремя выполнен не был, и пехоте добровольцев пришлось с боем выходить из окружения, оставив часть убитых и раненых на поле боя. Дроздовский не растерялся в критической ситуации и приказал артиллеристам завязать артиллерийскую дуэль с красными бронепоездами. Далее он пошёл на военную хитрость: чтобы дать пехоте выйти из под огня, он ещё раз повёл в атаку конный дивизион и казачью сотню. Атака носила характер демонстрационный, кавалерия редкой цепью шла по холму, создавая иллюзию движения крупной части. Большевики перенесли огонь на конницу, и попавшая в тяжелейшее положение пехота смогла выйти из-под губительного огня.
Как позднее выяснилось, со стороны красных в этом бою участвовало около 28 тысяч бойцов (39-я дивизия с Кавказского фронта, Латышская стрелковая бригада, шесть батарей полевой артиллерии, две гаубичные батареи, два бронепоезда, пароход «Колхида» и гвардейский флотский экипаж). Видя невозможность сражаться далее, потеряв около ста человек, пулемёты и часть обоза, Дроздовский отвёл войска в сторону Таганрога. В самый тяжёлый момент боя к Дроздовскому прискакали немецкие кавалеристы — офицеры германского уланского полка, подошедшего на рассвете к Ростову. Германцы предложили свою помощь. Дроздовский поблагодарил их, но помощь принять отказался:21.
Командир отряда решил направиться к Новочеркасску, а через четыре дня красный Ростов достался без боя головной дивизии 1-го германского корпуса, так как командование Красной армии перед лицом немцев бежало в Царицын, оставив в Ростове сотни своих солдат, которых германцы разоружили и отпустили:134. Так закончилось существование Донской Советской Республики.
Самой большой потерей для добровольцев стала гибель в боях полковника М. К. Войналовича, чья отвага, по словам дроздовцев, служила всем примером. Дроздовский записал вскоре в своём дневнике: «Я понёс великую утрату — убит мой ближайший помощник, начальник штаба, может быть единственный человек, который мог меня заменить»:71. Дроздовский с пристрастием разобрался в произошедшем в отряде после отступления от Ростова; была произведена реорганизация: полковник-генштабист отстранил от должности командира Сводно-стрелкового полка генерал-майора Семёнова за самоустранение от участия в бою, а также в связи с недовольством походников излишней жестокостью генерала в отношении пленных большевиков и порой невиновных жителей местных населённых пунктов, через которые лежал путь отряда. На его место был назначен полковник М. А. Жебрак. Место погибшего начальника штаба М. К. Войналовича занял полковник Г. Д. Лесли.

Михаил Гордеевич очень тяжело переживал людские потери в бою под Ростовом — его отряд лишился десятой части своего состава. Командир был крайне подавлен и удручён, «плакал и говорил, что он по своей вине погубил отряд». Позже, во время жестоких боёв на Кубани и под Ставрополем полковник увидит, что ростовские потери не были такими страшными и гибельными. Но своих «первопоходников», пришедших с ним из Румынии, белый командующий жалел всегда. Известный дроздовец генерал Н. Д. Невадоский позже написал: 
…оставшись вдвоём со мной, полковник Дроздовский — этот сильный духом человек — опустил голову, и слёзы потекли из его глаз…

…Слёзы Дроздовского выражали силу той любви, которую он питал к своим соратникам, оплакивая смерть каждого из них. Но Ростовский бой, где мы потеряли до 100 человек, отразился на его психологии: он перестал быть суровым начальником и стал отцом-командиром в лучшем смысле этого слова.
Проявляя личное презрение к смерти, он жалел и берёг своих людей.

### Бой за Новочеркасск
Полковник Н. Д. Невадовский свидетельствует, что до получения Дроздовским в ночь с 23 на 24 апреля (5—6 мая) в селении Крым сообщений от восставших донских казаков с просьбой о помощи ситуация командиру виделась безвыходной: он был огорчён понесёнными потерями, не мог далее продолжать бой с большевиками и ничего не знал относительно расположения и состояния Добровольческой армии. Лишь с прибытием гонцов от донских казаков Дроздовский смог выяснить обстановку: он узнал, что генерал Корнилов действительно погиб под Екатеринодаром, а также, что его армия, истощённая «Ледяным походом», подходит к границам Войска Донского.
Покинув Ростов, отряд Дроздовского помог казакам, восставшим против советской власти, взять Новочеркасск. В самый напряжённый момент перед командующим казаков полковником Денисовым предстал мотоциклист команды разведчиков дроздовцев подпоручик Варламов, доставивший казачьему полковнику пакет с короткой запиской: «Я с отрядом подхожу к Каменному Броду. Отдаю себя и мой отряд в Ваше распоряжение и, если обстановка требует, могу выслать немедленно две горные батареи с конным прикрытием. Задачу артиллерии и проводника высылайте. Полковник Дроздовский». Уже к вечеру 7 мая дроздовцы, восторженно приветствуемые жителями Новочеркасска и забрасываемые ими цветами, стройными рядами входили в столицу Области Войска Донского, фактически избавив донцов от перспективы получить её из рук немецких оккупационных войск. Так закончился 1200-вёрстный двухмесячный «Румынский поход» Первой отдельной бригады Русских добровольцев.
В тот же день Дроздовский отправил донесение командующему Добровольческой армией генералу А. И. Деникину:
Отряд… прибыл в Ваше распоряжение… отряд утомлён непрерывным походом… но в случае необходимости готов к бою сейчас. Ожидаю приказаний.
А на следующий день на площади у Войскового Свято-Вознесенского собора состоялся парад отряда, который принимал будущий донской атаман генерал П. Н. Краснов. Тогда же Дроздовский издал приказ по отряду, в котором говорил своим добровольцам:

Пусть же послужит… нам примером, что только смелость и твёрдая воля творят большие дела, и что только непреклонное решение даёт успех и победу… Ещё много и много испытаний, лишений и борьбы предстоит нам впереди, но в сознании уже исполненного большого дела с великой радостью в сердце приветствую я вас, доблестные добровольцы, с окончанием вашего исторического похода
:73
За взятие Столицы Всевеликого Войска Донского все чины отряда Дроздовского были зачислены в казачье сословие, а сам Михаил Гордеевич Дроздовский по приговору одной из станиц получил титул «почётного старика». Генерал П. Н. Краснов на основе отряда полковника Дроздовского планировал возродить гвардейские казачьи части, но после долгих раздумий и совещаний Михаил Гордеевич принял решение о присоединении в состав Добровольческой армии.

## Командир дивизии в Добровольческой армии

### Соединение с Добровольческой армией
Вскоре после окончания Румынского похода Дроздовский выехал на совещание в штаб Добровольческой армии, располагавшийся в станице Мечётинской. Там был разработан план дальнейших действий и решено дать отдых и Добрармии — в районе Мечётинской, и отряду Дроздовского — в Новочеркасске.
Находясь в Новочеркасске, Дроздовский занимался привлечением в отряд пополнений, а также финансовым его обеспечением. В разные города он отправил людей для организации записи добровольцев: так, в Киев он командировал подполковника Г. Д. Лесли. Работа вербовочных бюро дроздовцев была организована настолько эффективно, что 80 % пополнения всей Добрармии первое время шло именно через них. Очевидцы указывали и на определённого рода издержки такого способа вербовки: в одних и тех же городах порой встречались вербовщики аж нескольких армий, в том числе и самостоятельные агенты бригады Дроздовского, что приводило к нежелательной конкуренции. В Новочеркасске и Ростове Дроздовский организовал также склады для нужд армии; для раненых дроздовцев в Новочеркасске — лазарет, а в Ростове — при поддержке его друга профессора Н. И. Напалкова — госпиталь Белого Kреста, оставшийся до конца Гражданской войны лучшим госпиталем белых. Дроздовский читал лекции и распространял воззвания о задачах Белого движения, а в Ростове его стараниями даже начала выходить газета «Вестник Добровольческой армии» — первый белый печатный орган на Юге России.
За месяц, проведённый в Новочеркасске, отряд пополнился — генерал А. В. Туркул писал, что «дней через десять мы смогли развернуться в три батальона». Конный дивизион двухэскадронного состава был развёрнут в конный полк четырёхэскадронного состава, сапёрной и конно-пулемётной команд. Согласно распоряжению Михаила Гордеевича, на командные посты назначались исключительно участники Румынского похода — командир хотел быть лично знаком и уверен не только в каждом батальонном или ротном, но в каждом взводном командире. Ежедневно дроздовцы проходили обучение, Дроздовский и Жебрак-Русанович поддерживали железную дисциплину «юнкерского училища или учебной команды», стремясь довести до совершенства навыки добровольцев.
8 июня 1918 года — после отдыха в Новочеркасске — отряд (Бригада русских добровольцев) в числе уже около трёх тысяч бойцов выступил на соединение с Добровольческой армией и прибыл 9 июня в станицу Мечётинскую. После торжественного парада, на котором присутствовало руководство Добрармии — генералы Алексеев, Деникин, штаб и части Добровольческой армии, приказом главнокомандующего А. И. Деникина № 288 от 25 мая 1918 года Бригада русских добровольцев полковника М. Г. Дроздовского была включена в состав Добровольческой армии. Значение присоединения бригады Дроздовского вожди Добрармии переоценить вряд ли могли — их армия почти удвоилась в своей численности, а такой материальной части, какую дроздовцы внесли в армию, она не видела с момента своей организации в конце 1917 года.
В состав бригады (позднее — дивизии) вошли все части, пришедшие с Румынского фронта: 2-й Офицерский стрелковый полк, 2-й Офицерский конный полк, 3-я инженерная рота, лёгкая артиллерийская батарея, взвод гаубиц в составе 10 лёгких и 2 тяжёлых орудий.

### Проблема определения места М. Г. Дроздовского в иерархии Добровольческой армии
От донского атамана генерала от кавалерии П. Н. Краснова Дроздовскому было предложение влиться в состав формируемой Донской армии на правах «Донской пешей гвардии» — донцы вообще не раз позже предлагали Дроздовскому обособиться от генерала Деникина — однако Дроздовский неизменно отвечал отказом, заявляя о «корниловском духе» походников и своём непреклонном решении соединиться с Добровольческой армией. На эту тему перед выступлением на Новочеркасск у Дроздовского состоялся также неприятный разговор с Жебраком-Русановичем, не изменивший, впрочем, их доверительных отношений; историк Шишов считает даже, что руководители «дроздов» после него даже ещё больше сблизились. Жебрак по просьбе офицеров его полка упомянул о слухах, что Дроздовский высказал где-то нежелание соединяться с Деникиным. Слух родился из-за того, что предложение Краснова не было ни для кого секретом. Дроздовский опроверг слухи, напомнил Жебраку, что ещё в Скинтее сообщил своим офицерам о цели — дойти до Дона и влиться в Добровольческую армию и попросил передать от своего имени пославшим его офицерам о несоответствии слуха действительности. Впоследствии в рапорте на имя Деникина подчёркивал: 
Считая преступным разъединить силы, направленные к одной цели, не преследуя никаких личных интересов и чуждый мелочного самолюбия, думая исключительно о пользе России и вполне доверяя Вам как вождю, я категорически отказался войти в какую бы то ни было комбинацию…
Дроздовский после Румынского похода и прибытия на Дон находился в положении, когда мог сам выбирать дальнейший путь: присоединиться к Добровольческой армии Деникина и И. П. Романовского, принять предложение донского атамана Краснова или же стать совершенно самостоятельной и независимой силой. Об этом Дроздовский позднее, во время конфликта с начальником штаба Добрармии генералом Романовским, написал Деникину:
Ко времени присоединения моего отряда к Добровольческой армии состояние её было бесконечно тяжело — это хорошо известно всем. Я привёл за собой около 2½ тысяч человек, прекрасно вооружённых и снаряжённых… Учитывая не только численность, но и техническое оборудование и снабжение отряда, можно смело сказать, что он равнялся силою армии, причём дух его был очень высок и жила вера в успех. … Я не являлся подчинённым исполнителем чужой воли, только мне одному обязана Добровольческая армия таким крупным усилением… От разных лиц… я получал предложения не присоединяться к армии, которую считали умирающей, но заменить её. Агентура моя на юге России была так хорошо поставлена, что если бы я остался самостоятельным начальником, то Добровольческая армия не получила бы и пятой части тех укомплектований, что хлынули потом на Дон… Но, считая преступлением разъединять силы… я категорически отказался войти в какую бы то ни было комбинацию, во главе которой стояли бы не Вы… Присоединение моего отряда дало возможность начать наступление, открывшее для армии победную эру
Историк Р. Гагкуев отмечает, что Дроздовский мог с успехом претендовать на самостоятельную военно-политическую роль, учитывая размер людских и материальных ресурсов, которыми располагала его бригада сразу после похода Яссы — Дон, эффективную работу его вербовочных бюро и результирующий быстрый рост численности его отряда.
Поэтому командование Добровольческой армии было озадачено решением, на каких условиях принимать в свои ряды дроздовцев, а также какой статус должен получить их командир в иерархии высшего армейского командования. Решением этих вопросов занимались трое высших должностных лиц армии: верховный руководитель Генерального штаба генерал от инфантерии М. В. Алексеев, А. И. Деникин, начальник штаба армии И. П. Романовский. Алексеев и Деникин находились под впечатлением от вида и состояния добровольцев Дроздовского, уже уважительно прозванных корниловскими первопоходниками «дроздами». Романовского спросили о его мнении как начальника штаба о боевой силе румынского отряда, в ответ тот заметил, что взятый ночной атакой Ростов был отдан германцам, а Новочеркасск дроздовцы брали совместно с атаманом П. Х. Поповым. На самом деле Романовского «дрозды» не устраивали своей идеологией: «они крайних монархических взглядов, среди них нет сторонников республиканской России нет. Примут ли „дроздов“ в свою семью корниловцы? Вот этот вопрос меня беспокоит». Неодобрительно Романовский относился и к самому Дроздовскому, опасаясь, что тот может претендовать на роль вождя, преемника генерала Корнилова. Романовский настаивал на уничтожении отряда Румынского фронта как боевой единицы и распылении его бойцов по армии, однако с этим мнением оказался в меньшинстве, и ему пришлось подчиниться мнению большинства — Алексеев и Деникин находили правильным сохранить походников Дроздовского в виде самостоятельной боевой единицы, которой следовало дорожить, а их молодому, энергичному, с боевыми заслугами и обладавшему несомненными способностями генштабиста командиру дать гарантию несменяемости. В итоге было принято решение о реорганизации армии на дивизионной основе с развёртыванием трёх дивизий, одной из которых (3-й) надлежало стать дроздовской.

### Политические взгляды Дроздовского
Личность Михаила Гордеевича популярностью среди бойцов настораживала часть генералитета Добровольческой армии, не разделявшую к тому же взгляды убеждённых монархистов. На одном из совещаний накануне Второго Кубанского похода произошла размолвка между генералом С. Л. Марковым и полковником Дроздовским, когда во время обсуждения политических вопросов командир 1-й дивизии и один из самых популярных людей в Добровольческой армии генерал Марков весьма резко заявил генералу главнокомандующему Деникину о своём и его офицеров недовольстве открытой деятельностью в армии монархистов. Хотя эти слова были адресованы лично Деникину, Дроздовский вспылил и ответил Маркову: «Я сам состою в тайной монархической организации… Вы недооцениваете нашей силы и значения».
Дроздовский Россию видел только монархией и только с династией Романовых. Известно, что Дроздовский был солидарен в политических воззрениях с генералом А. С. Лукомским, находившим «непредрешенческую» позицию добровольческого руководства саму по себе предрешением в пользу строя республиканского. Сегодняшняя историография не имеет ответа, мог ли идейный монархист Дроздовский — не знавший о бессудном убийстве Николая II, наследника царевича Алексея, императрицы, великих князей Романовых — принять монархию конституционную.

### Командир дивизии
После парада в Мечётинской части отряда полковника Дроздовского проследовали на расквартирование в станицу Егорлыкскую.
При переформировании Добровольческой армии в июне 1918 года отряд полковника Дроздовского составил 3-ю пехотную дивизию и участвовал во всех боях Второго Кубанского похода, в результате которого Кубань и весь Северный Кавказ были заняты белыми войсками. М. Г. Дроздовский стал начальником дивизии, причём одним из условий вхождения его отряда в состав армии стала гарантия его личной несменяемости в должности её командира.
Однако к этому времени Дроздовский был уже готов к выполнению самостоятельной роли. На самом деле Дроздовский имел солидный и успешный опыт организационной и боевой работы. Знавший себе цену и весьма высоко себя оценивавший, на что имел вполне заслуженное право (признаваемое и высоко ставившим его генералом Деникиным), осознававший собственную значимость и пользовавшийся полной поддержкой своих спаянных монархическим духом подчинённых, для которых он ещё при жизни стал легендой, Дроздовский имел на многое свой личный взгляд и ставил под сомнение целесообразность многих распоряжений штаба Добрармии.
Современники и соратники Дроздовского высказывали мнение, что руководству Добровольческой армии имело смысл использовать организаторские способности Михаила Гордеевича и поручить ему организацию тыла, дать наладить снабжение армии или назначить его военным министром Белого юга с поручением организации новых регулярных дивизий для фронта. Однако руководители Добровольческой армии, возможно, опасаясь конкуренции, предпочли отвести ему скромную роль начальника дивизии.
В начале Второго Кубанского похода дивизия Дроздовского «споткнулась» о село Белую Глину: единственный её пехотный полк, атаковавший противника — 2-й Офицерский стрелковый — понёс жестокие потери. Перед боем Михаил Гордеевич говорил с командиром полка и своим ближайшим помощником Жебраком-Русановичем. Дроздовский опасался, что ночная атака может быть чревата риском изменения красными своей диспозиции, проверить же эти опасения представлялось возможным лишь с наступлением рассвета. Жебрак, как раньше Войналович, рвался в бой и считал, что атака днём может стоить многих жизней. Жебрак сообщил командиру дивизии, что подступы к Белой Глине разведаны, а боевого охранения красных замечено не было. Дроздовский в итоге дал добро плану своего помощника, но последовавший кровавый бой подтвердил худшие опасения полковника-генштабиста: противник выдвинул перед своей позицией пулемётную засаду, о которой белым известно не было. Полковник Жебрак лично со всем полковым штабом из девятерых офицеров повёл в атаку два батальона стрелков, но внезапной атаки не получилось из-за пулемётной засады, прямо на которую и вышел Жебрак, расстрелянный в упор вместе со штабом. Когда Дроздовскому доложили о гибели Жебрака, он в ярости потребовал сообщить ему, как погиб командир полка. Взяв утром Белую Глину, «дрозды» нашли тело своего командира полка, он был сожжён красными заживо. В ответ на зверское убийство большевиками М. А. Жебрака, а также всех чинов захваченного вместе с ним штаба полка, в ответ на применение красными под Белой Глиной впервые за всю историю Гражданской войны разрывных пуль, Дроздовский отдал приказ расстрелять взятых в плен красноармейцев. Прежде чем успел вмешаться штаб командующего, были расстреляны несколько партий большевиков, бывших на том участке боя, где погибли дроздовцы. Однако большая часть взятых Дроздовским в плен в сражении под Белой Глиной красноармейцев расстреляна не была: на следующий день после взятия станции Песчаноокопской и села Белая Глина командир 3-й дивизии впервые в истории Добровольческой армии подписал приказ о сформировании чисто солдатского трёхротного батальона из пленных красноармейцев. Смысл этого приказа (за которым в ВСЮР последовали многие подобные) Дроздовского, по мнению историка Шишова, состоял в том, что проявленная в Белой Глине ответная жестокость была неотвратимым возмездием, но не политикой Белого движения в Отечестве.
В июле — августе Дроздовский участвовал в боях, приведших ко взятию Екатеринодара. Для атаки кубанской столицы Деникин выбрал принятую генералом Б. И. Казановичем Марковскую дивизию и дивизию полковника Дроздовского, предоставив командирам дивизий действовать самостоятельно. При необходимости объединения сил общее командование до прибытия Деникина должен был взять старший по чину комдив. 3-я дивизия вместе с 1-й дивизией повела наступление вдоль железной дороги от Тихорецкой, сбивая по пути заслоны противника. М. Г. Дроздовский, использовав разведданные, сманеврировал, и 14 июля к вечеру его дивизия взяла станцию Динскую в 12 вёрстах от Екатеринодара, захватив 600 пленных и трофеи. На следующий день, однако, военачальник красных И. Л. Сорокин — «самородок», по позднейшей оценке Деникина — в ответ занял станцию Кореневскую, выведя 35 тысяч красноармейцев с многочисленной артиллерией в тыл ударной группировки белых. Проведя совещание, Казанович и Дроздовский атаковали Сорокина с двух направлений, однако успеха не имели и к вечеру отошли на исходные позиции. Дроздовский в эти дни постоянно находился в передовых цепях «дроздов» под постоянным огнём красных стрелков и пулемётчиков, ходил вместе со своими бойцами в штыковые атаки в передовой цепи. Дроздовского часто видели идущего в такой цепи с фуражкой, полной спелой черешни. Нервное перенапряжение, внешне скрытое, но владевшее им все эти дни, вырвалось наружу лишь один раз — в разговоре с Казановичем в ночь на 17 июля. Из-за потерь сотен добровольцев Дроздовский считал нужным выйти из боя и тем спасти жизни солдат. Казанович парировал: «…на то они и добровольцы, чтобы сражаться и умирать за Россию», воспользовался предоставленным главкомом правом старшего по чину и взял на себя общее командование под Коренёвской, отдав приказ продолжить штурм станции, атаки которой, однако, натолкнулись на необыкновенно жёсткие контрудары сорокинцев. Деникин, поняв суть происходящего, собрал все наличные силы и поспешил на выручку частям Казановича и Дроздовского, обрушив на неприятельскую группировку удар со стороны Тихорецкой Теперь сам Сорокин оказался под угрозой окружения и начал отчаянно прорываться из окружения, чем и было вызвано такое ожесточение боя 17 июля 1918 года. Узнав, что красные оставляют станцию, разделившись на две части, Дроздовский приказал командиру офицерского полка В. К. Витковскому не преследовать отступавших по балке большевиков, а идти вдогон той части сорокинцев, что с обозами уходили в противоположную сторону. Для многих было непонятно это решение Дроздовского, даже Деникин впоследствии спросил комдива, почему тот не преследовал пехотой отступавших сорокинцев. Дроздовский посчитал, что не имеет права рисковать жизнями второй трети своих стрелков, так как у Сорокина конницы было значительно больше, чем у него с Казановичем, и преследователей красные могли легко «отрезать». Соображения Дроздовского вскоре были подтверждены действиями Сорокина, начавшего глубокий обход оборонявшей станцию 3-й дивизии белых. Выйдя из окружения стремительным ночным марш-броском, Дроздовский утром вступил в Бейсугскую, отправив утром сообщение главнокомандующему о жестоких потерях в дивизии и потребности в отдыхе. Однако Деникин с Романовским приказали Дроздовскому вернуть оставленную Кореневскую для облегчения положения Казановича под Журавкой, несмотря на переутомление войск. Никаких подкреплений у командования для Дроздовского при этом не было. Получив приказ Деникина, Михаил Гордеевич начал наступление от Бейсугской, но, обнаружив на железнодорожной станции крупные силы сорокинцев, от утренней атаки Коренёвской отказался, дав своим бойцам ночёвку в хуторе Бейсужёк. Впоследствии это решение командира 3-й дивизии вызвало немало споров в среде белых мемуаристов, ведь в это время дивизия Казановича вела тяжёлый бой и осталась без поддержки, в то время как сорокинцы усиливались за счёт войск со станции Коренёвской. Тем не менее, дав на отдых «дроздам» всего пол-ночи, Дроздовский в следующие дни — словно оправившись от того психологического срыва, когда он с Казановичем безуспешно штурмовал Кореневскую, — действовал уже привычно решительно. Обойдя красных, дроздовцы вскоре сами оказались обойдёнными сорокинцами, и Михаил Гордеевич лично встал во главе Солдатского полка для отражения атак сорокинцев. В итоге из полукольца окружения с большими потерями вырываться пришлось всё же красным. 25 июля группировка войск большевиков потерпела поражение, и белые могли продолжать наступление на Екатеринодар. Деникин, стремившийся в воспоминаниях быть объективным, выделял во взятии Екатеринодара роль «дроздов» и их дивизионного начальника. При этом главнокомандующий отмечал разницу в тактике «безудержного Казановича» и «осторожного Дроздовского»: Казанович предпочитал проводить рассчитанные на доблесть добровольцев и моральную неустойчивость большевиков лобовые удары всеми силами, а Дроздовский был сторонником медленного развёртывания и введения частей в бой частями — для снижения потерь. Дроздовский действительно в Румынском походе и первые пару месяцев после него воевал, будучи армейским штабистом, так, как его учили в Академии Генерального штаба. Отличало Дроздовского и общеизвестное его стремление всеми силами беречь своих соратников: стремясь свести потери к минимуму, он никогда не боялся самого себя подставлять под пули. Соратники Корнилова в силу своего раннего вступления в яростные противостояния гражданской войны в ходе Ледяного похода убедились, что тактика и стратегия Гражданской войны в России не знали аналогов: Марков, Боровский, Кутепов, Казанович переучивались со старой академической модели и стали действовать против большевиков лобовыми атаками в расчёте на моральную неустойчивость врага. В ходе боёв за Екатеринодар пришла очередь переучиваться и Дроздовскому.

### Конфликт с генералом Романовским
Дроздовцы, оказавшиеся в белой эмиграции, в обвинениях своего командира в том, что тот воевал «по всем академическим правилам», видели следствие недоброжелательного отношения к Дроздовскому со стороны начальника штаба Добрармии Романовского. Современный историк Шишов соглашается с ними, что отношение начальника штаба к «монархической дивизии» было откровенно недоброжелательным, и отмечает: утверждения дроздовцев-эмигрантов, что Романовский блокировал поступление в дивизию Дроздовского пополнений, а во время тяжёлых боёв лишал её подкреплений, во многом соответствовали действительности. Исправлять эти перегибы и делать это за своего начальника штаба часто приходилось лично главнокомандующему генералу Деникину.
Дроздовский часто говорил соратникам, что Романовский не любит 3-ю дивизию именно за идейный монархизм её бойцов, за то, что они «за Романовых». Михаил Гордеевич считал, что именно Романовский мог бы стать непосредственной причиной гибели всего Белого движения. Начальник разведки дивизии Бологовский, человек решительный и не без склонности к авантюризму, даже прямо предлагал Дроздовскому «убрать» Романовского, к которому испытывали неприязнь не только «дрозды», но и корниловцы.
Отношения Михаила Гордеевича с армейским штабом оказались окончательно испорчены, когда он открыто высказал своё недовольство приказом сразу после взятия Екатеринодара — без отдыха после последних изнурительных боёв — перейти на левый берег Кубани, двигаться к Армавиру и взять его. Главнокомандующий повторил приказ, Дроздовскому пришлось подчиниться. В штабе заговорили, что Дроздовский становится плохо управляемым, как Сорокин у красных. За Дроздовского заступился Верховный руководитель армии М. В. Алексеев, переговоривший с Деникиным о негативном отношении штаба к полковнику-генштабисту и высказавший опасения, что Добрармия может потерять Дроздовского, незаменимого для своей дивизии.

### Бои за Армавир
Дроздовский критически оценивал указания из штаба Романовского и твёрдо решил быть предусмотрительным в боевых действиях. Переправу на другой берег Кубани он начал только после получения исчерпывающей информации о противнике в районе Армавира. Полковник отказался от планов лобового удара «по-добровольчески» и решил атаковать противника с фланга. Взяв Армавир, Дроздовский уже через неделю под напором превосходящих сил Таманской армии красных, подошедшей на помощь сорокинцам, был вынужден его отдать. Приказ Романовского удерживать Армавир любой ценой своими силами опоздал на несколько часов. Объективно одной пехотной дивизии, обескровленной непрерывными боями, было не под силу удержать город, охватываемый с севера Таманской армией численностью до 35 тысяч штыков и сабель. Дроздовский неоднократно бросал свои полки в контратаки, но продержаться сумел только до вечера 12 сентября.
К этому времени относится переход напряжения в отношениях между 3-й пехотной дивизией и штабом армии в фазу конфликта. Во время Армавирской операции на дивизию Дроздовского была возложена задача, не выполнимая одними только её силами. По мнению её начальника, вероятность неудачи всей операции вследствие буквального выполнения распоряжений штаба Добрармии, переоценивавшего силы дивизии, была весьма высока. Находясь всё время среди своих войск, правильно оценивая свои силы, а также силы противника, Дроздовский, руководствуясь словами Суворова «ближнему по его близости лучше видно», неоднократно описывал в своих рапортах положение дивизии и возможность достижения успеха за счёт переноса операции на пару дней и усиления ударной группы за счёт имевшихся резервов. Видя безрезультатность этих докладов, 17 сентября 1918 года фактически проигнорировал приказ Деникина, заменив дивизию спешенных кавалеристов генерала П. Н. Врангеля своей пехотой офицерского и солдатского полков. При этом желание командира 3-й дивизии в одиночку, не прибегая к помощи со стороны, разбить Михайловскую группу красных и вернуть Армавир едва не закончилось тяжелейшим поражением. Дроздовский был вызван к главнокомандующему, при этом Деникин пощадил самолюбие проявившего наказуемое на фронте самоуправство полковника, проведя это разговор с Дроздовским наедине, хотя тон высказываний старшего и был необычайно резок.
Деникин предупредил Дроздовского, что следующее невыполнение им приказа главкома повлечёт его расставание с дивизией и назначение на менее ответственный пост. Стерпеть угрозу отобрать у него из подчинения его скинтейских добровольцев Дроздовский не мог и в ответ через несколько дней, 27 сентября, направил Деникину рапорт, который, на первый взгляд, производил впечатление памфлета, но при этом каждое слово в нём было пропитано такой горечью, что воспринималось всерьёз:
Невзирая на исключительную роль, которую судьба дала мне сыграть в деле возрождения Добровольческой армии, а быть может, и спасения её от умирания, невзирая на мои заслуги перед ней, пришедшему к Вам не скромным просителем места или защиты, но приведшему с собой верную мне крупную боевую силу, Вы не остановились перед публичным выговором мне, даже не расследовав причин принятого мною решения, не задумались нанести оскорбление человеку, отдавшему все силы, всю энергию и знания на дело спасения Родины, а в частности, и вверенной Вам армии. Мне не придётся краснеть за этот выговор, ибо вся армия знает, что я сделал для её победы. Для полковника Дроздовского найдётся почётное место везде, где борются за благо России. Я давно бы оставил ряды Добровольческой армии, так хорошо отплатившей мне, если бы не боязнь передать в чужие руки созданное мной.
Этому фрагменту предшествовал подробный разбор Дроздовским действий его дивизии во время Армавирской операции и вообще Второго Кубанского похода. Дроздовский подчёркивал, что никогда не жаловался командованию на тяжесть ситуации и не считался с превосходством сил красных, однако «в Армавирской операции дело обстояло совершенно иначе…». Дроздовский также обратил внимание Деникина на предвзятое отношение штаба во главе с Романовским к его дивизии, на неудовлетворительную работу медицинских и тыловых служб. Фактически Дроздовский рапортом напоминал Деникину о своих заслугах, намекал на личную преданность своих частей. Помимо этого, он обосновывал и свою претензию на самостоятельное решение боевых задач и требовал оградить себя от штаба армии: «Захлебнувшееся наше наступление на всех главных фронтах армии и последние неудачи во всех дивизиях доказывают, на мой взгляд, правильность моих действий».
Деникин впоследствии писал, что рапорт Дроздовского был написан в таком тоне, что требовал в отношении его автора «новой репрессии», которая, в свою очередь, по словам командующего, привела бы к уходу Дроздовского из Добровольческой армии. В итоге Деникин фактически уступил Дроздовскому, оставив рапорт без последствий: «…морально его уход был недопустим, являясь несправедливостью в отношении человека с такими действительно большими заслугами». Главнокомандующий, не испытывавший к Дроздовскому какой-то неприязни и ценивший его командирские качества, безусловно, сознавал, что репрессивное действие в отношении Дроздовского могло привести как минимум к конфликту с 3-й дивизией, в худшем случае — к её уходу из Добровольческой армии.
Историк Шишов находит весьма строгое отношение к личности Дроздовского со стороны Деникина и Романовского не всегда оправданным, так как оба эти корниловца-первопоходника не могли не относиться с некоторой ревностью к соперничеству дивизионных коллективов в составе Добровольческой армии. К тому же ни Деникин, ни Романовский не были монархистами.

### Бои за Ставрополь и ранение Дроздовского
В ноябре Дроздовский руководил своей дивизией во время упорных боёв под Ставрополем, где, возглавив контратаку частей дивизии, был 31 октября 1918 г. близ Иоанно-Мартинского монастыря ранен в ступню. Снятого с лошади Дроздовского его бойцы на руках вынесли с поля боя. В конном дивизионе дроздовцев нашлась тачанка, отправленная с конвоем в полдесятка всадников. Первая перевязка Михаилу Гордеевичу была сделана в полевом полковом лазарете 2-го Офицерского полка. Чистых бинтов давно у медперсонала не было, как и йода: санитары были вынуждены варить окровавленные бинты в котлах, о стерильности бинтов говорить при этом не приходилось. Главнокомандующий генерал Деникин распорядился отправить раненого комдива в Екатеринодар, где был военный госпиталь с квалифицированными врачами и медперсоналом. Причина заражения крови раненого полковника осталась невыясненной. Его рана загноилась, при первых признаках заражения крови Дроздовскому было сделано несколько операций, но безрезультатно, началась гангрена.
Деникин интересовался лечением командира «дроздов» и делал всё возможное, чтобы поддержать раненого Дроздовского, состояние которого становилось всё более тяжёлым. В декабре 1918 года находившемуся ещё в ясном сознании Дроздовскому зачитали приказ главнокомандующего о присвоении чина генерал-майора. В этот день генерал получил много поздравлений с фронта от его «дроздов» — из полков, батальонов, эскадронов и батарей. Прислал поздравления и пожелания скорейшего выздоровления и экипаж пулемётного бронеавтомобиля «Верный» за подписью капитана Нилова.

### Смерть генерала
В декабре 1918 года Дроздовский в полубессознательном состоянии был переведён в клинику в Ростов-на-Дону, где скончался в мучениях в первый день 1919 года (по старому стилю). Перевезти себя попросил сам Михаил Гордеевич, знавший, что в ростовском госпитале лежит много его подчинённых и лично ему знакомых людей. Все понимали, что это было его предсмертное желание, и отговаривать не пытались. После смерти Дроздовского А. И. Деникин издал приказ, сообщавший армии о его смерти и заканчивавшийся следующими словами:

… Высокое бескорыстие, преданность идее, полное презрение к опасности по отношению к себе соединились в нём с сердечной заботой о подчинённых, жизнь которых всегда он ставил выше своей. Мир праху твоему, рыцарь без страха и упрёка.

После смерти генерала Дроздовского его именем был назван 2-й Офицерский полк (один из «цветных полков» Добровольческой армии), развёрнутый позднее в четырёхполковую Дроздовскую (стрелковую генерала Дроздовского) дивизию, Дроздовскую артиллерийскую бригаду, Дроздовскую инженерную роту и (действовавший отдельно от дивизии) 2-й Офицерский конный генерала Дроздовского полк. 17 января 1919 года приказом по Добровольческой армии 3-я пехотная дивизия была переименована в 3-ю генерала Дроздовского пехотную дивизию.

## Версии смерти
Существуют две версии смерти генерала в результате, казалось бы, лёгкого ранения.
Согласно первой из них, Дроздовский был умышленно доведён до смерти. Известно, что у Дроздовского был длительный конфликт с начальником штаба армии генералом И. П. Романовским. Конфликт, по всей видимости, сложился вследствие борьбы за влияние различных группировок, а также амбициозности обоих офицеров. Немаловажным фактором являлись также опасения Романовского о распространении влияния Дроздовского на всю армию. Противостояние подогревалось окружением и Дроздовского, и Романовского и вскоре переросло в личный конфликт.
Версия состоит в том, что якобы Романовский приказал лечащему врачу неправильно лечить военачальника. Исполнителем преступления называли профессора Плоткина, еврея, лечившего Дроздовского в Екатеринодаре. После гибели Дроздовского у Плоткина никто не поинтересовался ни причиной заражения, ни историей болезни. Вскоре после смерти Дроздовского врач получил крупную сумму денег и скрылся за границей, откуда, по некоторым сведениям, в Россию вернулся уже при большевиках. Эта версия не подтверждена документами и может быть связана с общей неприязнью многих офицеров Добровольческой армии к генералу Романовскому, которая, как некоторые утверждают, наряду с местью за убийство Дроздовского могла привести к убийству генерала Романовского 18 апреля 1920 года в Константинополе. Почести, что были оказаны командованием Добровольческой армии Дроздовскому незадолго до его кончины, позволяют предположить, что её штабу было известно о неизлечимости Дроздовского: в день своего ангела 21 ноября Дроздовский был произведён в генерал-майоры; 8 декабря особым приказом была учреждена памятная медаль за поход Яссы — Дон, увековечивавшая память о переходе; побудило к этому мероприятию офицеров-походников именно тяжёлое состояние Дроздовского.
Вторая версия — о нехватке медикаментов (в Екатеринодаре почти не было антисептических средств, даже иода) и плохой постановке лечебного дела, которые и привели к трагическому исходу.
Деникин, навещавший Дроздовского в госпитале незадолго до его смерти, искренне горевал о его кончине:
… я видел, как томился он своим вынужденным покоем, как весь он уходил в интересы армии и своей дивизии и рвался к ней… Два месяца длилась борьба между жизнью и смертью… Судьба не сулила ему повести опять в бой свои полки.
Видный дроздовец генерал-майор А. В. Туркул, прославившийся как преемник дела М. Г. Дроздовского, писал:
Разные слухи ходили о смерти генерала Дроздовского. Его рана была лёгкая, неопасная. Вначале не было никаких признаков заражения. Обнаружилось заражение после того, как в Екатеринодаре Дроздовского стал лечить один врач, потом скрывшийся. Но верно и то, что тогда в Екатеринодаре, говорят, почти не было антисептических средств, даже йода.

## Посмертная судьба
Дроздовский был торжественно предан земле в Екатеринодаре. Тело было захоронено в склепе в кафедральном соборе.
Затем рядом с Дроздовским похоронили погибшего 2 июня 1919 года под Лозовой от разрыва снаряда собственной артиллерии полковника В. П. Туцевича, командира 1-й Дроздовской батареи.
Когда Добровольческая армия отступила из Екатеринодара в марте 1920 года, специальный отряд дроздовцев, зная, как обращаются красные с могилами белых вождей, ворвался в оставленный ВСЮР Екатеринодар и вывез из уже захваченного красными города останки Генерального штаба генерал-майора М. Г. Дроздовского и полковника Туцевича, чтобы не оставлять их красным на поругание. Останки были погружены на транспорт в Новороссийске, перевезены в Крым. В Севастополе, учитывая отсутствие уверенности в том, что Белый Крым устоит, оба гроба были вторично погребены на Севастопольском городском кладбище около Малахова кургана, но, в связи с непрочностью положения, под чужими фамилиями на крестах.
После гибели Дроздовского его образ был поэтизирован дроздовцами-походниками. Так, А. В. Туркул писал: «Дроздовский был выразителем нашего вдохновения, средоточием наших мыслей, сошедшихся в одну мысль о воскресении России, наших воль, слитых в одну волю борьбы за Россию и русской победы».
Во время Великой Отечественной войны могилы на Малаховом кургане были частично переворошены взрывами немецких тяжёлых снарядов. В советские времена на месте кладбища был построен кинотеатр, а могилы закатаны асфальтом. Точное место захоронения Дроздовского сейчас неизвестно.

## Награды
Ордена:
- Святой Анны 4-й степени с надписью «За храбрость» (26.04.1905; утв. ВП 05.11.1906)
- Святого Станислава 3-й степени с мечами и бантом (30.10.1905; утв. ВП 25.03.1907)
- Святой Анны 3-й степени (ВП 06.12.1911)
- Святого Владимира 4-й степени с мечами и бантом (ВП 01.07.1915)
- Святого Владимира 3-й степени с мечами (ВП 14.02.1917)
- Святого Георгия 4-й степени (26.11.1917)

Медали:
- «В память русско-японской войны», с бантом (1906/1910)
- «В память 100-летия Отечественной войны 1812 года» (1912)
- «В память 300-летия царствования Дома Романовых» (1913)

Наградное оружие:
- Георгиевское оружие (02.11.1915; утв. ВП 24.05.1916)

## Характеристика личности
В книге В. Кравченко «Дроздовцы от Ясс до Галлиполи» (Т. 1. — Мюнхен, 1973) содержится такая характеристика М. Г. Дроздовского:

Нервный, худой, полковник Дроздовский был типом воина-аскета: он не пил, не курил и не обращал внимания на блага жизни; всегда — от Ясс и до самой смерти — в одном и том же поношенном френче, с потертой георгиевской ленточкой в петлице; он из скромности не носил самого ордена. Всегда занятой, всегда в движении. Трудно было понять, когда он находил время даже есть и спать. Офицер Генерального штаба — он не был человеком канцелярии и бумаг. В походе верхом, с пехотной винтовкой за плечами, он так напоминал средневекового монаха Петра Амьенского, ведшего крестоносцев освобождать Гроб Господень… Полковник Дроздовский и был крестоносцем распятой Родины. Человек малого чина, но большой энергии и дерзновения, он первый зажёг светильник борьбы на Румынском фронте и не дал ему погаснуть.

## Дроздовцы
Имя генерала Дроздовского имело большое значение для дальнейшего развития Белого движения. После смерти генерала его именем был назван созданный им 2-й Офицерский стрелковый полк (в дальнейшем развёрнутый в дивизию), 2-й Офицерский конный полк, артиллерийская бригада и бронепоезд. «Дрозды» всегда были одними из наиболее боеспособных подразделений Добровольческой армии и впоследствии В. С. Ю. Р. и Русской армии в Крыму, одной из четырёх «цветных дивизий» (малиновые погоны). В 1919 году «дроздовцы» под командованием полковника А. В. Туркула отличились, взяв Харьков, в 1920 — успешными действиями в ходе рейда на Кубани, в Крыму и на Днепре. В ноябре 1920 года ядро дивизии эвакуировалось в Константинополь, позднее базировалось в Болгарии.

## Марш Дроздовского полка
- Хор «Валаам» Марш Дроздовского полка

Текст марша:
Из Румынии походом

Шёл Дроздовский славный полк,

Во спасение народа,

Исполняя тяжкий долг.

Много он ночей бессонных

И лишений выносил,

Но героев закалённых

Путь далёкий не страшил!

Генерал Дроздовский смело

Шёл с полком своим вперёд.

Как герой, он верил твёрдо,

Что он Родину спасёт!

Видел он, что Русь Святая

Погибает под ярмом

И, как свечка восковая,

Угасает с каждым днём.

Верил он настанет время,

И опомнится народ —

Сбросит варварское бремя

И за нами в бой пойдёт.

Шли Дроздовцы твёрдым шагом,

Враг под натиском бежал.

Под трёхцветным Русским Флагом

Славу полк себе стяжал!

Пусть вернёмся мы седые

От кровавого труда,

Над тобой взойдёт, Россия

Солнце новое тогда!

Припев:

Этих дней не смолкнет слава,

Не померкнет никогда!

Офицерские заставы

Занимали города!

Офицерские заставы

Занимали города!
Впоследствии мелодия и текст песни были заимствованы для создания красноармейской песни «По долинам и по взгорьям». Особенно чётко это видно на примере музыки и припева марша Дроздовского полка.
Сама песня имела происхождение от «Марша сибирских стрелков», написанного в 1915 году. Поэтому, скорее всего, и марш дроздовцев, и дальневосточная «По долинам и по взгорьям», произошли от этого марша.
- В белогвардейской песне «Смело вперёд за Отчизну святую» (1919) упоминается «Дроздовский — герой».

## Память
В России и во Франции хранятся архив и личные вещи генерала Дроздовского. Объединение памяти генерала М.Г. Дроздовского было создано в тылу Действующей Армии в Севастополе в 1919 году с целью помощи раненым и семьям офицеров. После Великого Русского исхода 1920 года существовал кадр полка в Болгарии и Франции во главе с генералом А.В.Туркулом. После выхода дроздовцев из РОВС во главе с командиром генералом А.В, Туркулом, чины вступили в Русский Национальный Союз Участников Войны (РНСУВ). Приказом Председателя РНСУВ генерала Туркула в 1943 году Союз был переименован в Имперское Движение Российского Возрождения. Во время Второй Мировой войны дроздовцы служили в рядах Русского Охранного Корпуса и РОА (КОНР). После Второй Мировой войны Дроздовское Объединение было официально зарегистрировано в США в 1953 году как "Ассоциация Ветеранов Дроздовской дивизии, Inc." В Дроздовское Объединение зачислялись прямые потомки чинов Дроздовской дивизии, а также воспитанники Отряда НОРР имени генерала Дроздовского. В 80-е годы последние ветераны Дроздовской дивизии передали руководство Дроздовским Объединением капитану РОА Буткову В.Н. В Дроздовском Объединении состоял и его брат, капитан РОА Бутков П.Н., автор книги "В борьбе за Россию". Согласно заявлению Председателя Дроздовского Объединения капитана Буткова В.Н., члены Объединения как состояли в РОВС, так и нет (особенно вдовы, жены, дети). В 1999 году в состав Дроздовского Объединения была принята группа бывших офицеров Советской Армии. В связи с возбуждением расследования о законности открытия и деятельности Отдела РОВС в России, данная группа была временно прикомандирована к Отделу РОВС в США. После официального закрытия РОВС в 2000 году, Дроздовское Объединение  продолжало существовать согласно Уставам от 1919 и 1953 годов. Двое из 26 членов РОВС не подчинились Приказу (Распоряжению) Председателя РОВС капитана Осипова N8 от 20 апреля 1982 года о "Порядке закрытия РОВС" и продолжали считать Отдел РОВС в России действующим. После смерти одного из них, второй несогласный член, Атаман ВВДЗр и Почетный Председатель РОВС Михеев Я.Л. согласился с закрытием РОВС, но с датой закрытия 2015 года. Вся зарубежная эмиграция признала датой закрытия РОВС 2000 год, а не 2015. 
В 00-е годы в России появились группы лиц, именующие себя "Дроздовское Объединение в Вологде", ставящие своей целью получение и распределение денег от эмигрантов и граждан России на различные нужны по увековечиванию памяти дроздовцев. Данная бесконтрольная активность не была согласована ни с Дроздовским Объединением (США и Франция), ни с другими Объединениями за рубежом. В 00-е годы была попытка создания "Союза Дроздовцев", то есть ветеранов Дроздовской дивизии, но последние ветераны умерли в 90-е годы. Появилось также несколько военно-исторических клубов (реконструкторов), носящих форму Дроздовских частей. Не признавшее решение эмигрантов, ветеранов Белого движения группа Отдела РОВС в России, также пыталась восстановить дроздовские части под руководством Отдела РОВС в России. Погоны и знаки Дроздовского полка сегодня носят все реконструкторы, члены военно-исторических клубов. Знак Дроздовского полка сегодня вручается чинам РОВСа, участникам боевых действий, официально зачисленным в Дроздовский стрелковый полк Отдела РОВС в России. В эмиграции такие вручения не признаются или расцениваются как военно-историческая реконструкция.
Мемориал Дроздовцам существует на дроздовском участке на русском кладбище в Сент-Женевьев-де-Буа. Цитаты М. Г. Дроздовского выбиты на верхней части памятника. Поиск самого захоронения на месте бывшего кладбища в Севастополе продолжается. Ведутся переговоры об установке на этом месте памятника Михаилу Гордеевичу как участнику Первой Мировой войны и Георгиевскому кавалеру. Поиск осложняется тем, что на месте кладбища расположен кинотеатр и асфальтовое покрытие дорог. 
В январе 2014 года на фасаде кафедры травматологии и ортопедии Ростовского медицинского университета в память о Дроздовском была установлена памятная доска со словами «Русскому рыцарю чести Ген. М. Г. Дроздовскому. Скончался от ран в этом здании 01 [14 н.с.] января 1919 г.». 1 августа 2022 г. чины Союза Дроздовцев, совместно с юными разведчиками НОРР установили первый памятный знак шефу своего полка на территории Крыма.

## В культуре
Эпизодический образ Дроздовского создан артистом Валентином Перкиным в девятой серии советского многосерийного художественного фильма «Хождение по мукам» (1977), снятого по мотивам одноимённого романа А. Н. Толстого. Генерал Дроздовский ошибочно назван Михаилом Григорьевичем. В кадре Дроздовский упоминает офицеров, вышедших вместе с ним из Румынии, и произносит: «Большевики мучают и убивают всех».
Дроздовский упоминается в стихотворении поэта Робера Артуа — «Дань белым».